# Gregor Stadlober
Gregor Stadlober (* 1970 in Fohnsdorf) ist ein österreichischer Filmemacher und Autor.
Nach dem Psychologie- und Geschichtestudium (1988–1995) wandte sich Stadlober verstärkt dem Schreiben zu, verfasste Radiobeiträge für Ö1, war Sendungsmacher bei Radio Orange und Radio Helsinki und schrieb das Drehbuch zu Kotsch. 2001 erhielt er dafür den Carl-Mayer-Drehbuchpreis, im Jahr darauf realisierte er seine erste Filmarbeit Einmal muss Schluss sein. Es folgten das Theaterstück Wallisch Wandern sowie weitere Experimental- und Dokumentarfilme.
Gregor Stadlober lebt und arbeitet in Wien.

## Filmografie
- Schlagerstar, Kino-Dokumentarfilm 2013 (gemeinsam mit Marco Antoniazzi), vorgestellt bei der Diagonale 2013
- VERKAUFEN VERKAUFEN, Dokumentarfilm 2006 (gemeinsam mit Marco Antoniazzi)
- Ruck Zuck, Experimentalfilm 2006 (gemeinsam mit Gisela Hesser), vorgestellt bei der Diagonale 2006
- Kotsch, Kino-Spielfilm 2006 (Drehbuch: Gregor Stadlober, Regie: Helmut Köpping)
- Wir Lawog-Frauen haben's schön, Dokumentarfilm 2005 (gemeinsam mit Gisela Hesser)
- Einmal muss Schluss sein, Found-footage-Film 2002, vorgestellt bei der Diagonale 2002

## Theater
- Wallisch Wandern – ein roter Abend mit Musik, Theaterstück 2004 (für das Grazer Theater im Bahnhof im Zuge der Wiener Festwochen 2004)

## Auszeichnungen
- Publikumspreis Diagonale (Filmfestival) 2013[1] (für Schlagerstar)
- Crossing Europe Award Local Artist 2006[2] (für Wir Lawog-Frauen haben's schön)
- Carl Mayer Drehbuchpreis der Stadt Graz, 2001[3] (für Kotsch)